# Nino Burdzsanadze
Nino Burdzsanadze (grúzul: ნინო ბურჯანაძე; Kutaiszi, 1964. július 16.) grúz jogász és politikus, 2006–2008 között a grúz parlament elnöke volt, és ebbéli minőségében két ízben Grúzia ügyvezető államfőjeként ő gyakorolta az elnöki jogköröket: 2003. november 23. és 2004. január 25. között Eduard Sevardnadze lemondása után, majd 2007. november 25. és 2008. január 20. között Miheil Szaakasvili elnöki felfüggesztése után.

## Szakmai karrierje
1981-ben fejezte be a kutaiszi 2. sz. középiskolát, majd a Tbiliszi Állami Egyetem jogi karán tanult, ahol 1986-ban kapott diplomát. Még abban az évben lett aspiráns a Lomonoszov Moszkvai Állami Egyetem nemzetközi jogi tanszékén. 1990-ben lett a jogtudományok kandidátusa, tudományos értekezését a Nemzetközi szervezetek és a nemzetközi tengeri jog problémái címmel védte meg. 1991-től a Tbiliszi Állami Egyetem Nemzetközi Jog és Nemzetközi Kapcsolatok tanszékének docense, 1994-től pedig az egyetem diplomácia intézetének tudományos munkatársa volt. Közel 20 jogi témájú tudományos mű szerzője.
1991-től kormányzati megbízatásai is voltak. 1991–1992-ben a grúz Környezetvédelmi Minisztérium szakértőjeként is dolgozott, 1992-től 1995-ig pedig a grúz parlament nemzetközi jogi szakértője volt.

## Politikai karrierje
1995-től vesz részt aktívan a grúz politikai életben. 1995-ben képviselővé választották az akkori kormányzó párt, az Eduard Sevardnadze államfő vezette Grúz Polgári Szövetség színeiben. Politikai karrierjét apja, Anzor Burdzsanadze tehetős grúz üzletember anyagilag is támogatta. 1998-ig a jogi és alkotmányügyi parlamenti bizottság alelnöke, 1998–1999-ben az igazságügyi bizottság elnöke volt. Parlamenti képviselőként a nyugati orientáció (NATO- és EU-tagság) híve volt, ebben az időszakban épített ki szoros kapcsolatot a Grúz Polgári Szövetség nyugati irányultságú, Miheil Szaakasvili és Zurab Zsvania vezette szárnyával, akik később a rózsás forradalom elindítói lettek.
Több nemzetközi parlamenti együttműködési fórumon is vezető posztot töltött be. 1995–1998 között a grúz–brit parlamenti állandó bizottság elnöke, 1999–2002 között az EU–Grúzia parlamenti együttműködési bizottság elnöke is volt. 1998-tól 2000-ig az EBESZ Parlamenti Közgyűlésének humanitárius és emberi jogi kérdésekkel foglalkozó bizottságának rapportőre volt. 2000 novemberétől 2001 májusáig ő volt a Fekete-tengeri Gazdasági Együttműködési Szervezet parlamenti közgyűlésének elnöke.
Zurab Zsvania 2001. novemberi lemondása után Burdzsanadzét választották meg a grúz parlament elnökévé. Burdzsanadze 2001-től 2008-ig parlamenti elnökként a grúz politikai élet egyik meghatározó alakja volt.
2002-ben szakított Sevardnadzével és kilépett a Grúz Polgári Szövetségből. A 2003. novemberi grúziai parlamenti választásokon már saját párja, a Burdzsanadze–Demokraták színeiben indult. A november 2-i választás után kitört rózsás forradalomban csatlakozott a Sevardnadze-ellenes erőkhöz. A lemondásra kényszerített Eduard Sevardnadze távozása után, 2003. november 23-tól 2004. január 25-ig, Miheil Szaaksvili megválasztott elnök hivatalba lépéséig mint parlamenti elnök automatikusan ideiglenes államfővé lépett elő. A 2004. március 28-án megismételt választást követően összehívott új parlament április 22-én Burdzsanadzét választotta parlamenti elnöknek.
A 2007 őszi grúziai tüntetések nyomán kikényszerített időközi elnökválasztás miatt posztjáról lemondott Miheil Szaakasvili helyett ügyvezető elnökként november 25-től Burdzsandze másodszor látta el az államfői teendőket. Ezt a posztot Szaakasvili elnöki posztra történt 2008. január 20-i visszatéréséig töltötte be.
2008 közepén Miheil Szaakasvili elnökkel kialakult ellentétei miatt rövid időre visszavonult a politikai életből. A 2008. májusi parlamenti választáson ugyan ő vezette volna az akkor kormányzó, Szaakasvili vezette Egyesült Nemzeti Mozgalom pártlistáját, ám április 21-én váratlanul visszalépett az indulástól. A májusban megválasztott új parlament élére Davit Bakradze került, ezzel megszűnt Burdzsnadze parlamenti elnöksége. 2008 nyarán létrehozott egy alapítványt, majd a háttérben elkezdte egy Szaakasvili-ellenes ellenzéki párt építését. 2008. október 27-én jelentette be az Egységes Grúzia nevű politikai mozgalmának megalakulását, majd november 23-án megtartották a párt első kongresszusát. Ezt követően többször láttak napvilágot olyan hírek, mely szerint az Egyesült Államok Szaakasvili helyett Burdzsanadzét szeretné az elnöki posztra juttatni.

## Külső hivatkozások
- Életrajza a Grúz Parlament honlapján (angolul)
- Életrajza a lentapedia.ru-n (oroszul)